# Arica (Chili)
Pour les articles homonymes, voir Arica.
Arica (officiellement San Marcos de Arica) est une ville portuaire et une commune du nord du Chili située dans le désert d'Atacama. C'est la capitale de la province d'Arica, dans la région d'Arica et Parinacota.

## Géographie

### Situation
Arica se trouve tout au nord du Chili, sur l'océan Pacifique, à l'embouchure de la rivière andine San José, à deux kilomètres au sud de la rivière Lluta (es) et à dix kilomètres au sud de la frontière péruvienne.

### Toponymie
Le nom précolombien Ariaka ou Ariki peut provenir, selon les historiens péruviens Carlos Auza-Arce et Rómulo Cúneo-Vidal, des mots aymaras ari (« colline, éminence, rocher, bord ») et aka (« pointe proche ») ou bien iki (« bivouac, halte, couchage »), mais l'auteur canadien Jean-Hervé Daude le rapproche aussi du mot polynésien ariki (« guerrier, chef, roi ») pour souligner les contacts anciens entre les peuples océaniens et amérindiens, selon une thèse auparavant défendue par Thor Heyerdahl.

### Démographie
En 2016, la population d'Arica s'élevait à 239 710 habitants. La superficie de la commune est de 4 799 km2 (densité de 50 hab./km2).

## Histoire
Située dans la zone d'influence de la civilisation Tiwanaku, Arica avait une forte économie agro-maritime étendant son emprise vers les vallées andines. Son épanouissement culturel se manifeste dans son iconographie textile et céramique, formée de figures géométriques : volutes, cercles concentriques et figures animales (lamas, singes, oiseaux marins, condors, etc.)
Par la suite, la région fut dominée par l'Empire Inca puis conquise par les Espagnols en 1572 et rattachée à leur vice-royauté du Pérou. Arica fut péruvienne de l'indépendance (1824) jusqu'à 1885.
Un voyageur et naturaliste français, Jean-François Dauxion-Lavaysse, né entre 1770 et 1775, fut le premier directeur du jardin botanique et du Musée national d'histoire naturelle du Chili ; il mourut à Arica le 8 juillet 1829,. Un autre lien avec la France est la charpenterie métallique du bâtiment des douanes et de la Cathédrale Saint-Marc (Arica) (en), construite dans les ateliers de Gustave Eiffel et achevée en 1875.
En 1880, au cours de la Guerre du Pacifique (1879-1884), eut lieu la prise du Morro de Arica par les forces chiliennes, et la ville fut annexée au Chili à l'issue du conflit. Arica abrite le stade Estadio Carlos Dittborn qui fut l'un des quatre stades où se disputèrent les matchs de la phase finale de la Coupe du monde de football de 1962.

## Climat
Le climat d'Arica est de type (BWh) selon la classification de Köppen soit un climat désertique doux sans chaleur excessive.
Arica est aussi connue comme étant l'une des villes les plus arides au monde, selon les mesures de pluviométrie : les précipitations moyennes annuelles sont de 0,8 mm. Entre 1903 et 1918, il n'y a pas eu une goutte de pluie durant 173 mois. Elle est surnommée la « ville de l’éternel printemps ».
| Mois                     | jan. | fév. | mars | avril | mai  | juin | jui. | août | sep. | oct. | nov. | déc. | année |
| ------------------------ | ---- | ---- | ---- | ----- | ---- | ---- | ---- | ---- | ---- | ---- | ---- | ---- | ----- |
| Température moyenne (°C) | 22   | 22,3 | 21,4 | 19,5  | 17,6 | 16,4 | 15,6 | 15,7 | 16,3 | 17,5 | 19,1 | 20,6 | 18,7  |
| Précipitations (mm)      | 0    | 0,1  | 0    | 0     | 0    | 0,2  | 0,1  | 0,1  | 0    | 0    | 0    | 0    | 0,5   |

## Économie
Près de la ville se trouve la vallée d’Azapa, une oasis où des légumes et olives d’Azapa sont cultivés. Économiquement, c’est un port important, tandis que son climat doux et très sec ainsi que ses plages ont fait d’Arica une destination touristique populaire. C’est également un centre ferroviaire de communications avec la Bolivie. Elle possède un aéroport international (Chacalluta, -code AITA : ARI).

## Presse
- El Morrocotudo
- La Estrella de Arica

## Jumelage
- Bressuire (France) depuis 1997
- Artigas (ville) (Uruguay)

## Galerie

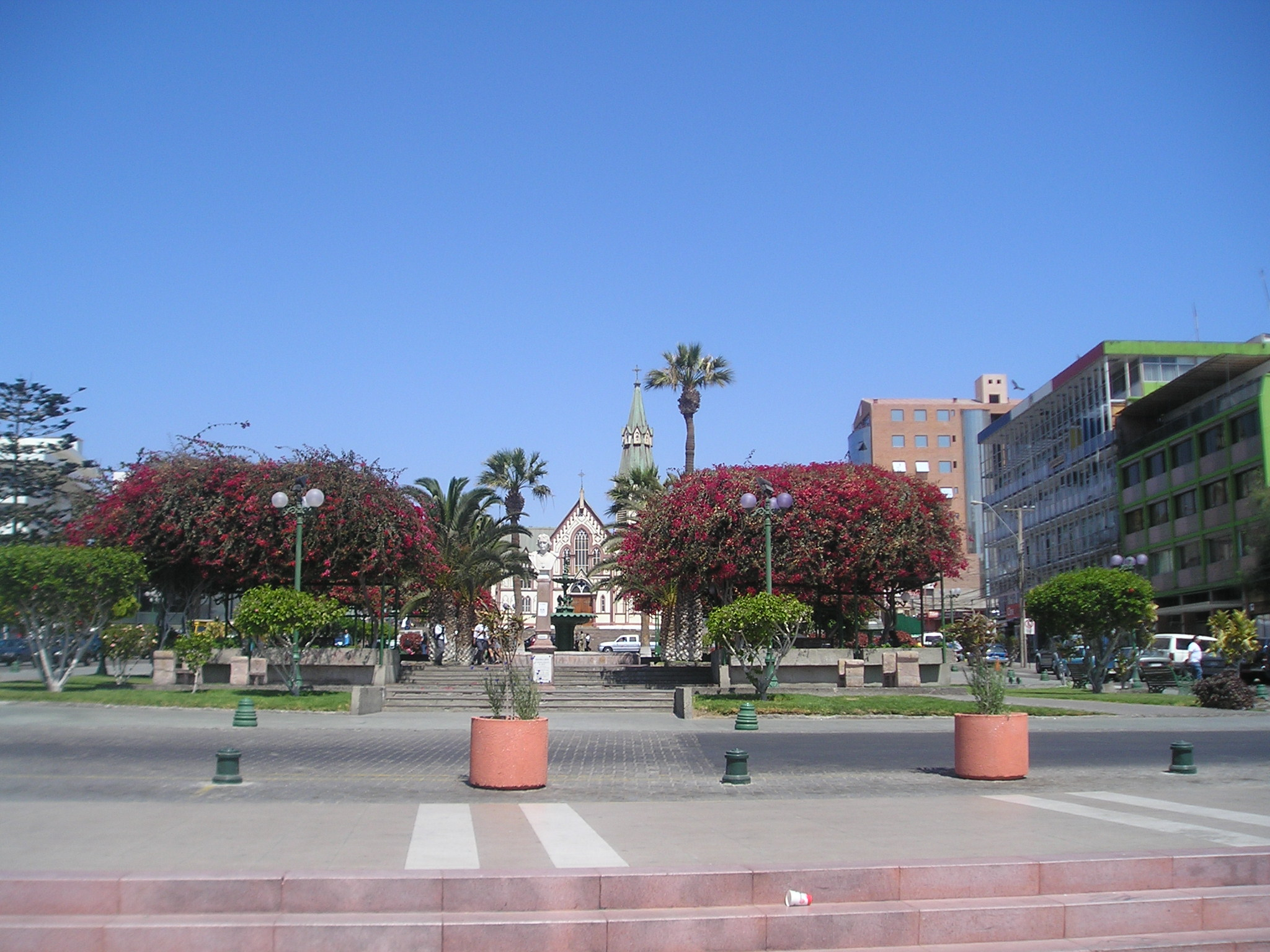
Place Colomb et église San Marco.
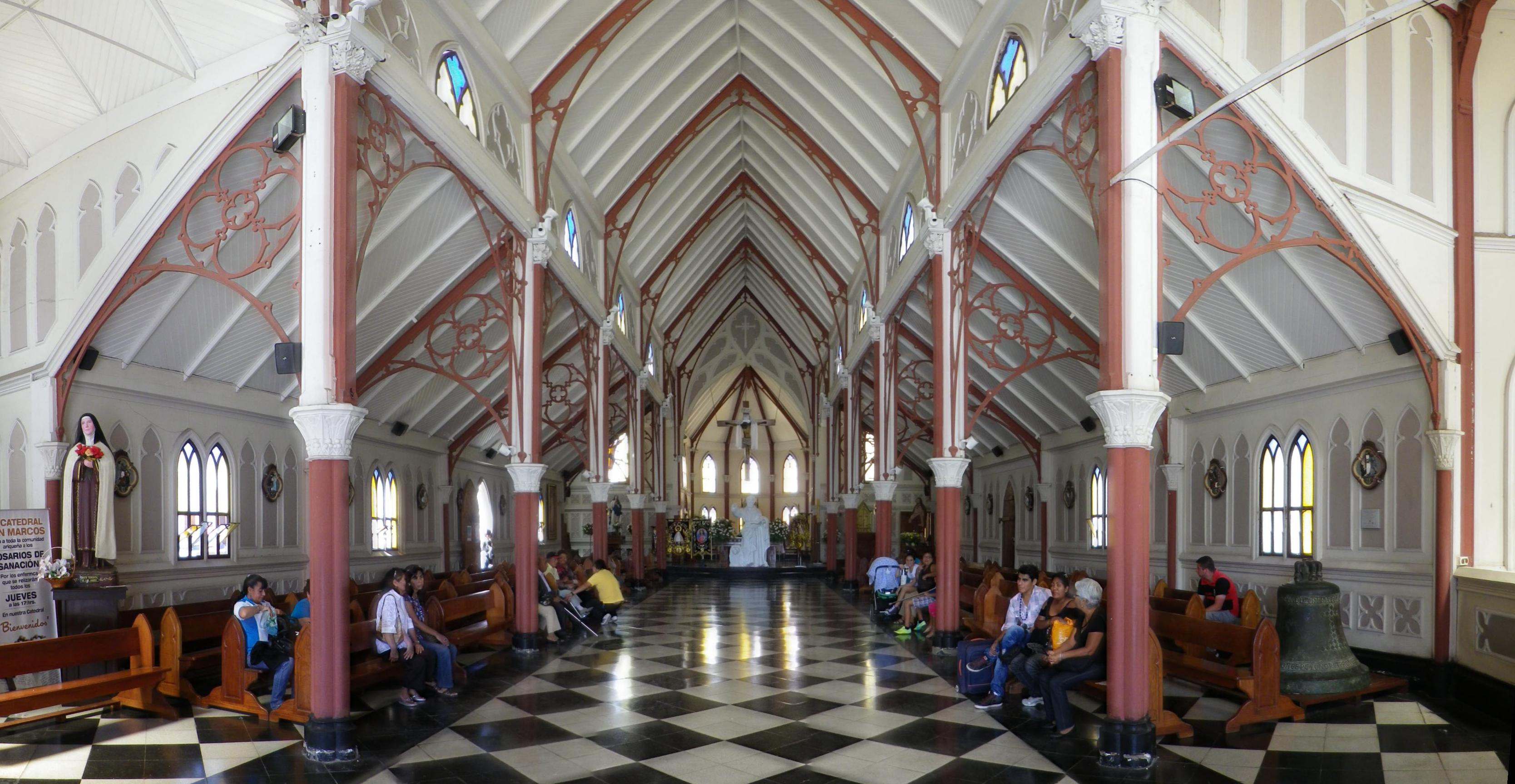
Intérieur de la cathédrale San Marco d'Arica avec la charpente métallique « Eiffel ».
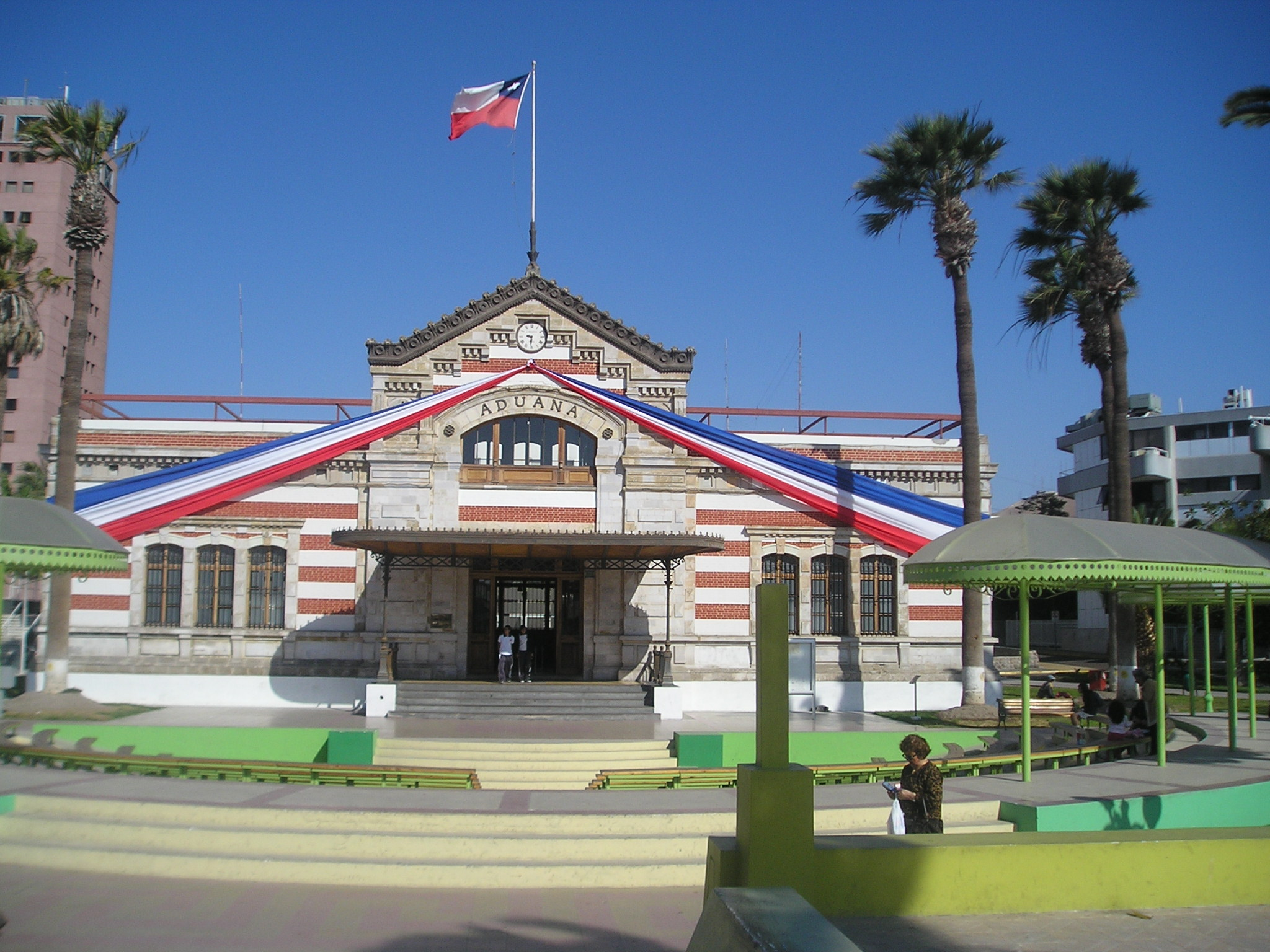
Ancienne douane, également à charpente « Eiffel ».
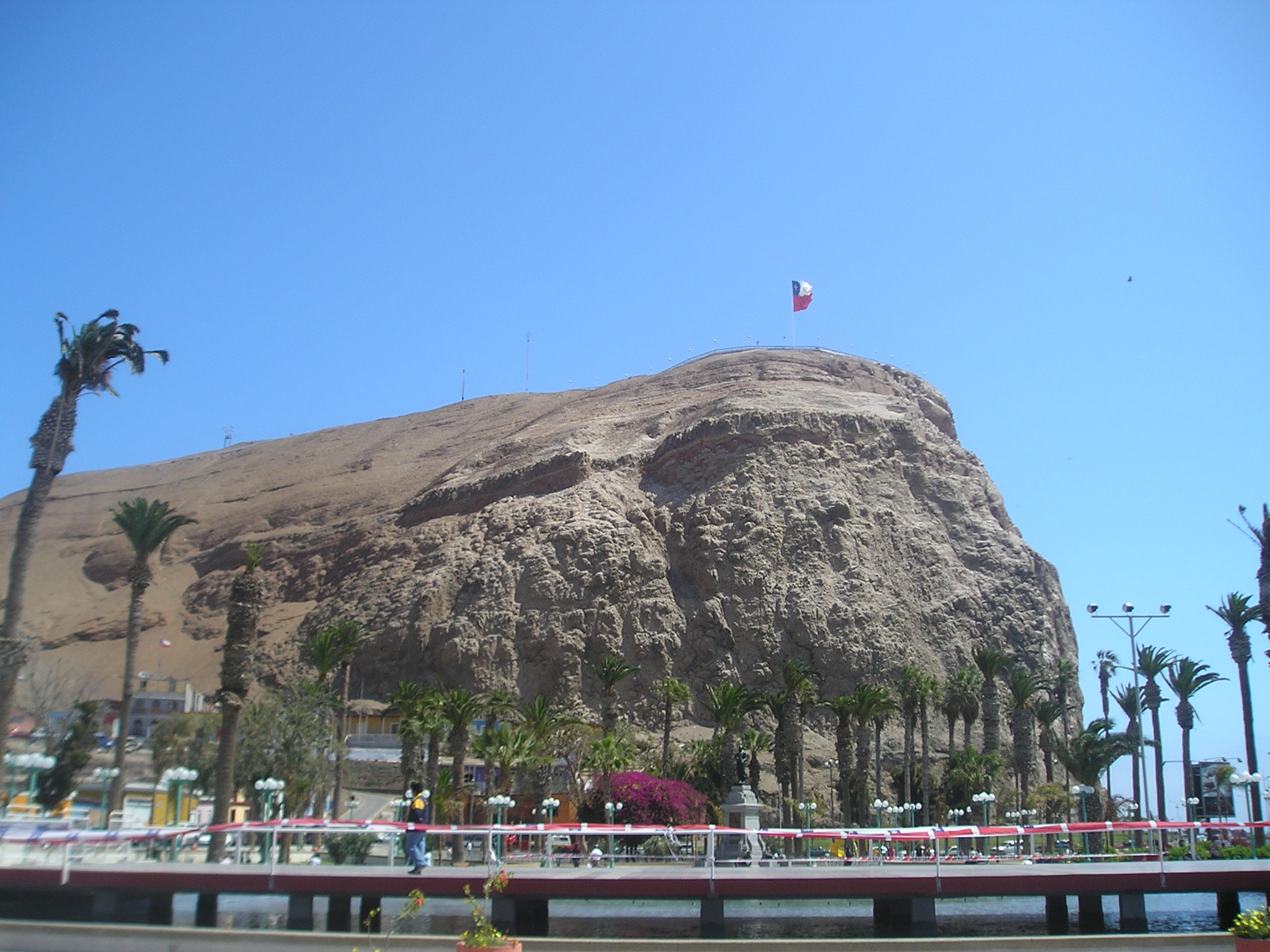
Le Morro de Arica, site d'une importante bataille pendant la guerre du Pacifique (1879-1884).